# 羽王龙属
羽王龙（属名：Yutyrannus，意为“（有）羽毛（的）暴君”），又称羽暴龙，是暴龙超科原角鼻龙科恐龙的一个属，生存于早白垩世期间的中国东北，化石出自辽宁省热河群，仅含有一个已知种：华丽羽王龙（Yutyrannus huali）。该地层中发现的三件羽暴龙化石是目前已知最大的保存有羽毛直接证据的恐龙标本。

## 发现与命名

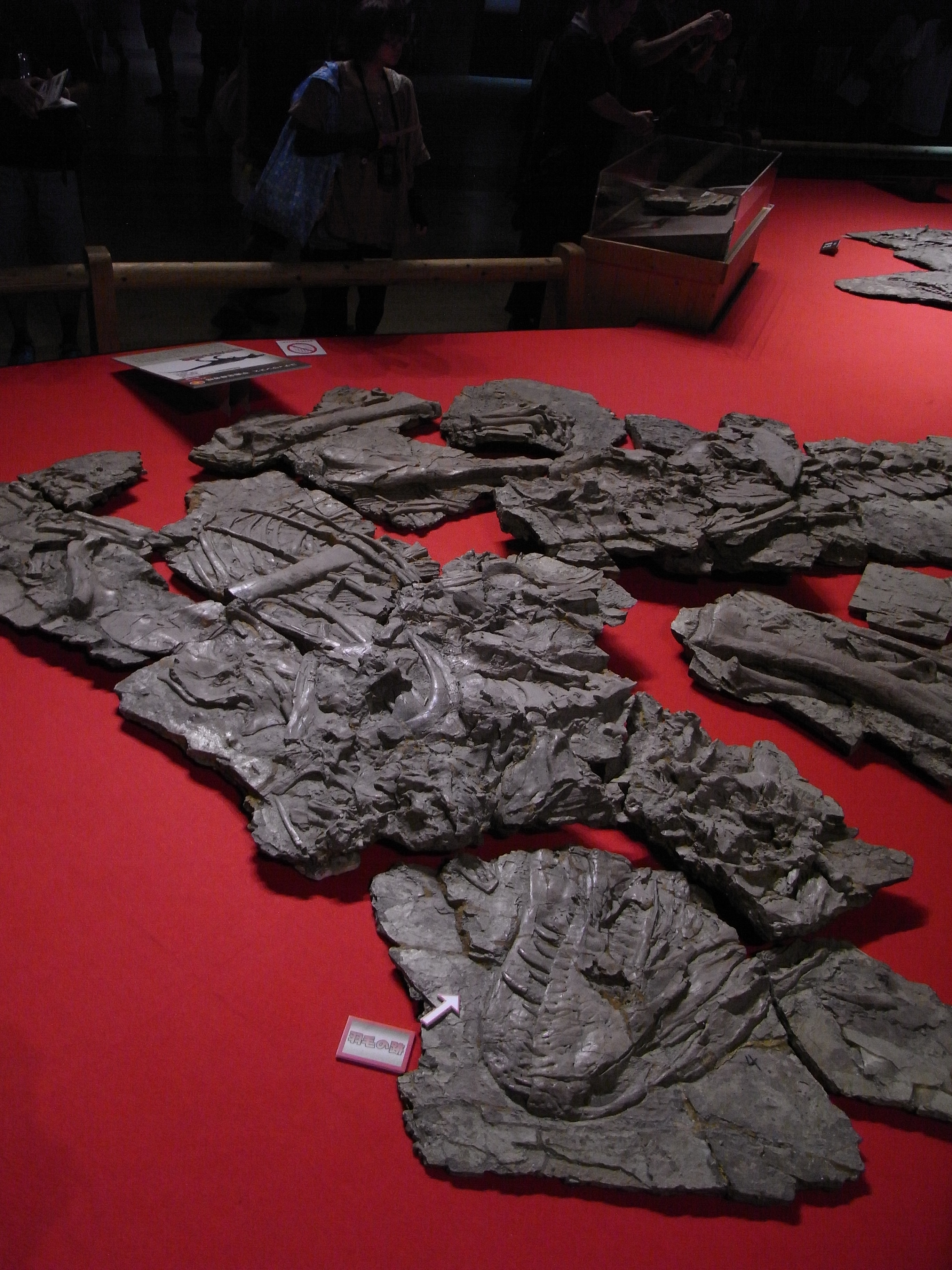
展览中的化石

华丽羽王龙由徐星等人于2012年命名并叙述。属名取自中文“羽”／yǔ（意为“羽毛”）和希腊语tyrannos／τύραννος（意为“暴君”），指该属是暴龙超科的一个有羽毛成员；种名取自汉语中的“华丽”／huáli（意为“美丽的”）一词，指化石上精美的羽毛印痕。
羽王龙所知于从化石贩子手中获得的三件几乎完整的化石标本（一具成体、一具亚成体和一具幼体）。这个化石贩子声称三件标本皆来自中国辽宁省巴图营子的一个采石场。因此，它们可能是在大约1.25亿年前阿普第阶的义县组中发现的。这些标本被分成浴垫大小的碎片，可由两人携带。
正模标本ZCDM V5000是最大的标本，由一个几乎完整的、带有颅骨的骨骼组成，压缩在一块石板上，是一个成体。副模标本包括另外两件标本：ZCDM V5001由一个较小个体的骨架组成，与正模标本部分相同；ELDM V1001是一只幼龙，估计比正模标本年轻8岁。这些化石是诸城恐龙博物馆和二连浩特恐龙博物馆藏品的一部分，但由古脊椎动物与古人类研究所在徐星的指导下所准备。

## 叙述

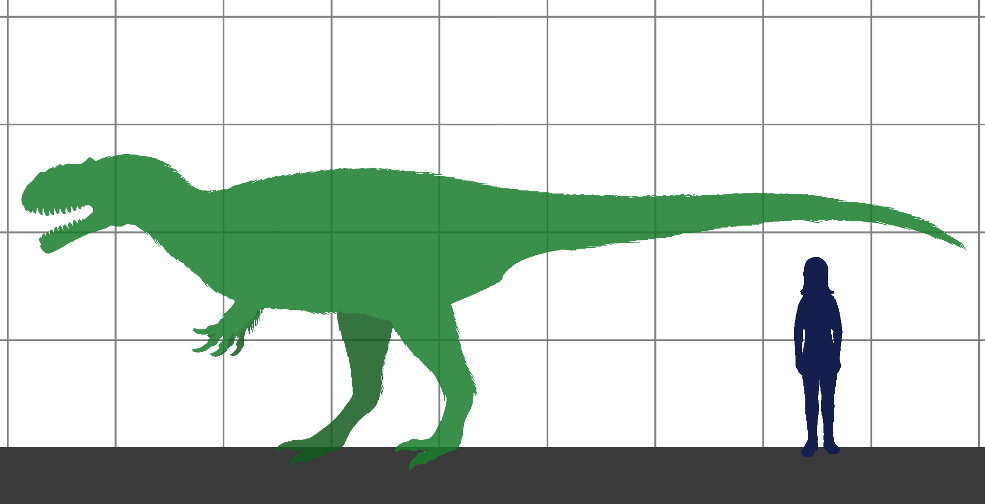
与人类的体型比较

羽王龙是一种大型双足掠食动物。正模标本（即已知年龄最大的标本）估计长约9（29.5英尺），重约1,414（3,117英磅）。2016年，格雷戈里·保罗作出了较低的估计：长7.5（24.6英尺）、重1.1公噸（1.2短噸）。它的颅骨长度估计为905（35.6英寸）。两具副模标本的颅骨长度分别估计为80（31英寸）和63（25英寸），体重分别估计为596（1,314英磅）和493（1,087英磅）。
叙述者为本属建立了一些有别于其直系亲缘动物的诊断特征：鼻部有一个高的中线嵴（midline crest），由覆盖着大型气腔凹陷（pneumatic recesses）的鼻骨和前颌骨组成；眶后骨具有一突出到眼眶后上角的小型第二突起（secondary process）；眶后骨主体的外侧中空；下颌窗（mandibular fenestra）是下颌骨外侧的主要开口，主要位于上隅骨区域附近。
2018年的一项研究显示，羽王龙的舌骨结构简单，舌头扁平，类似鳄鱼。根据现存的和已灭绝的主龙类舌骨的比较，确定除鸟类、翼龙和某些鸟臀目外，所有主龙类都有固定的舌头。

### 羽毛

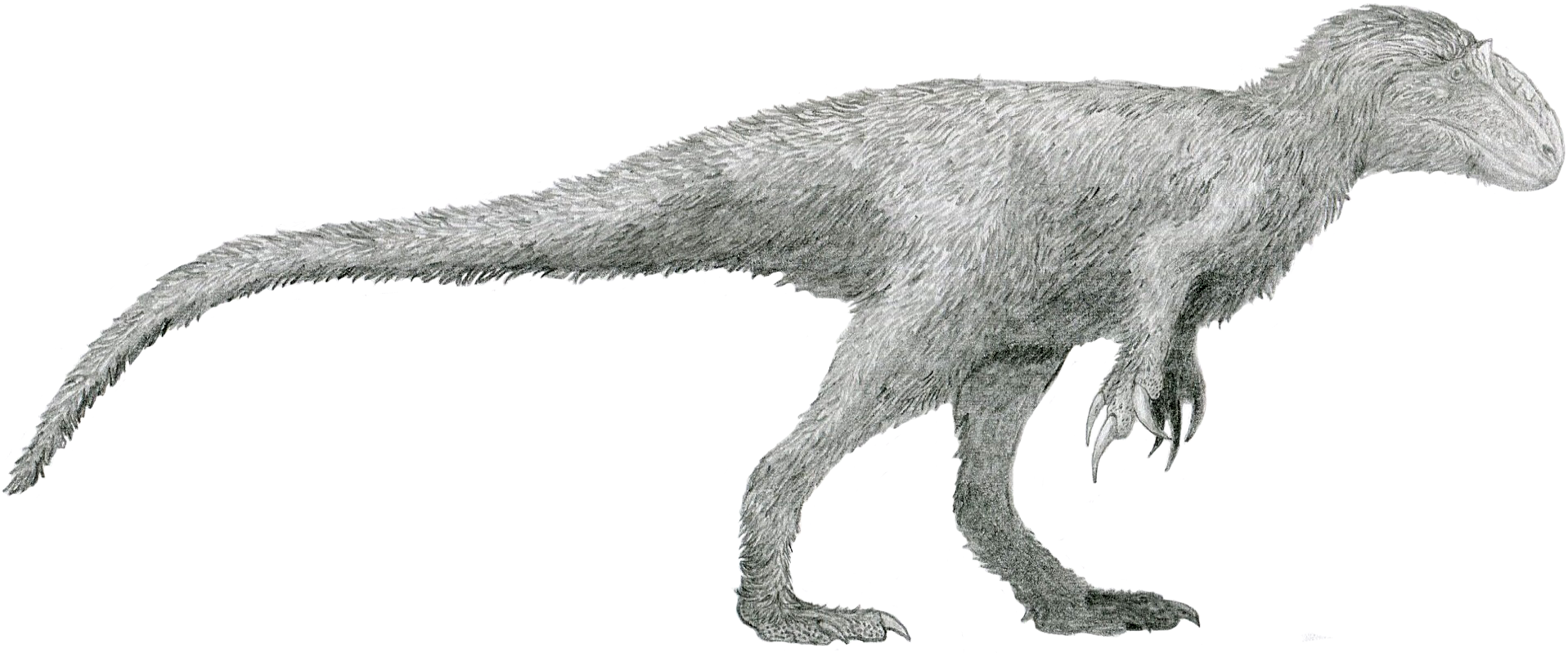
根据标本ELDM V1001绘制的复原图

羽王龙标本保存了羽毛化石印痕。这些羽毛很长，长达20（7.9英寸），呈丝状。由于保存质量较差，因此无法确定这些丝状物的复杂程度和宽窄。羽毛覆盖着羽王龙身体的各个部位，在正模标本上，它们出现在骨盆和足部附近。标本ZCDM V5000的尾巴上也具有羽毛，与尾轴成30度角并指向后方。最小标本显示其颈部具有20（7.9英寸）的细丝，上臂具有16（6.3英寸）长的羽毛。自2004年帝龙被发现以来，其叙述表明一些暴龙类拥有“第一阶段”形态的丝状羽毛，根据理查德·普鲁姆的羽毛形态学分析，华丽羽王龙是目前已知的最大的有羽毛恐龙物种，比之前的纪录保持者北票龙重40倍。

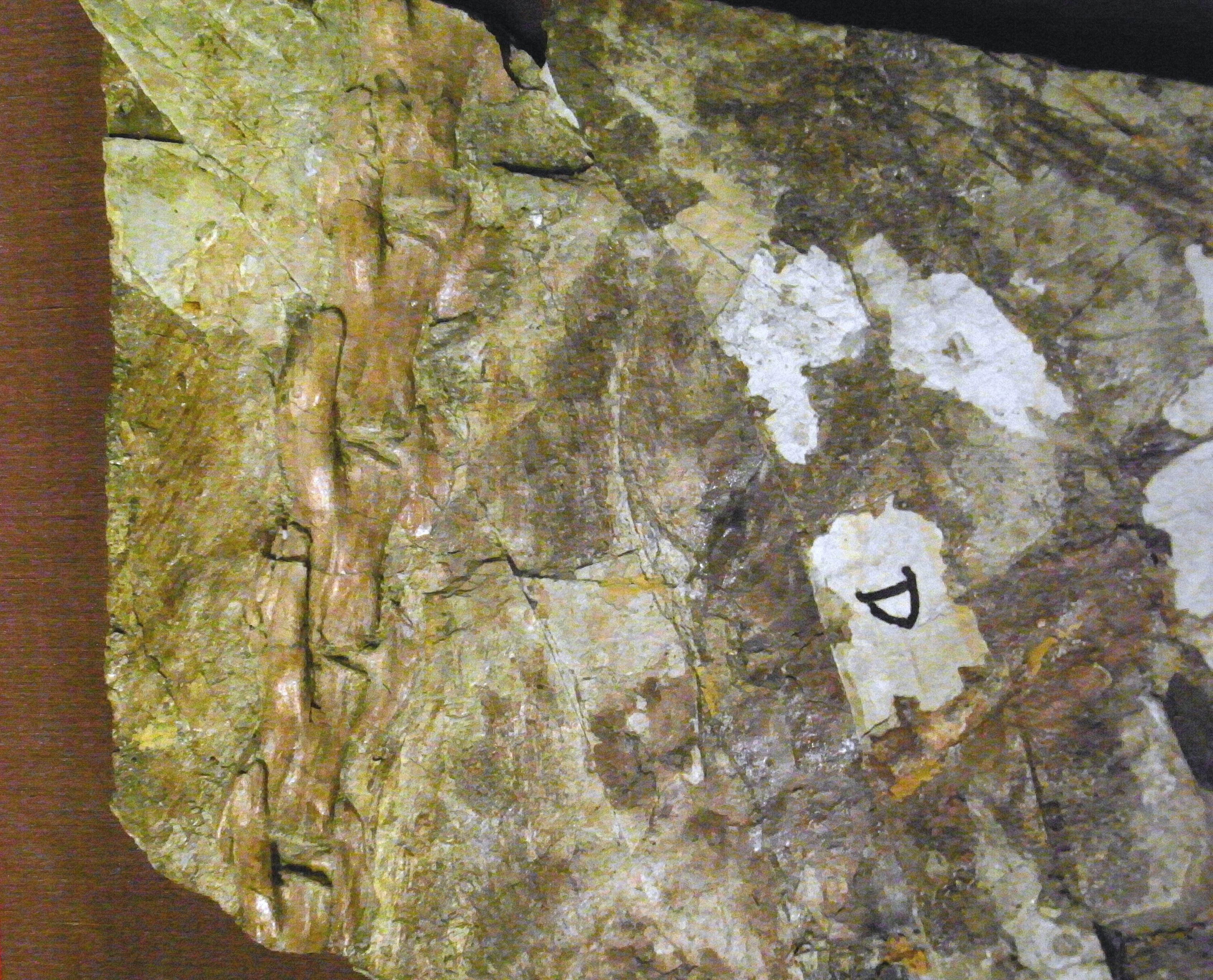
具有羽毛痕迹的尾巴碎片

根据化石上羽毛的分布并考虑到义县气候较冷，年平均气温为10 °C（50 °F），它们可能覆盖羽王龙全身，起到体温调节的作用。如果它们被限制于发现印痕的区域，则可能作为装饰物。此外，这两个成年标本的鼻子部都有明显的波浪状突起，两侧有一个很高的中央嵴（central crest），可能被用于展示。大型基础暴龙类身上羽毛的存在表明尽管后期的暴龙科体型庞大，但也可能具有羽毛，即使是成年时也是如此。然而，已有报道显示各种晚白垩世暴龙科（如戈尔冈龙、特暴龙和霸王龙）在羽王龙王龙身体上有羽的部分已发现鳞片印痕。由于没有关于暴龙科具有羽毛的正面证据，一些研究人员认为它们可能是第二次进化出鳞片的。如果鳞片状皮肤是后期的属的主要表皮特征，那么表皮覆盖的范围和性质可能会随着时间的推移而改变，以适应体型、气候变暖或其他因素。

## 分类学
迄今为止，所有系统发育分析都将其归入暴龙超科。对其与其它暴龙超科的亲缘关系的初步分析发现其在进化树上比始暴龙更原始，但比帝龙、冠龙、中国暴龙等暴龙超科更先进。其与更为衍生的霸王龙相对的原始特征包括较长的前肢、三根手指和不擅长奔跑的短脚。高级特征则包括颅骨大而深、前颌骨外侧向上旋转、眼眶前方的泪骨上有一个大而呈楔形的角、眼眶后缘有一个眶后突（postorbital process），鳞状骨和方骨在颞下窗（infratemporal fenestra）后缘形成一个大型突起、较短的背椎、髂骨有一个直的上缘和一个附加的圆形突起、一个大型耻骨脚（pubic foot）和一个细长的坐骨。

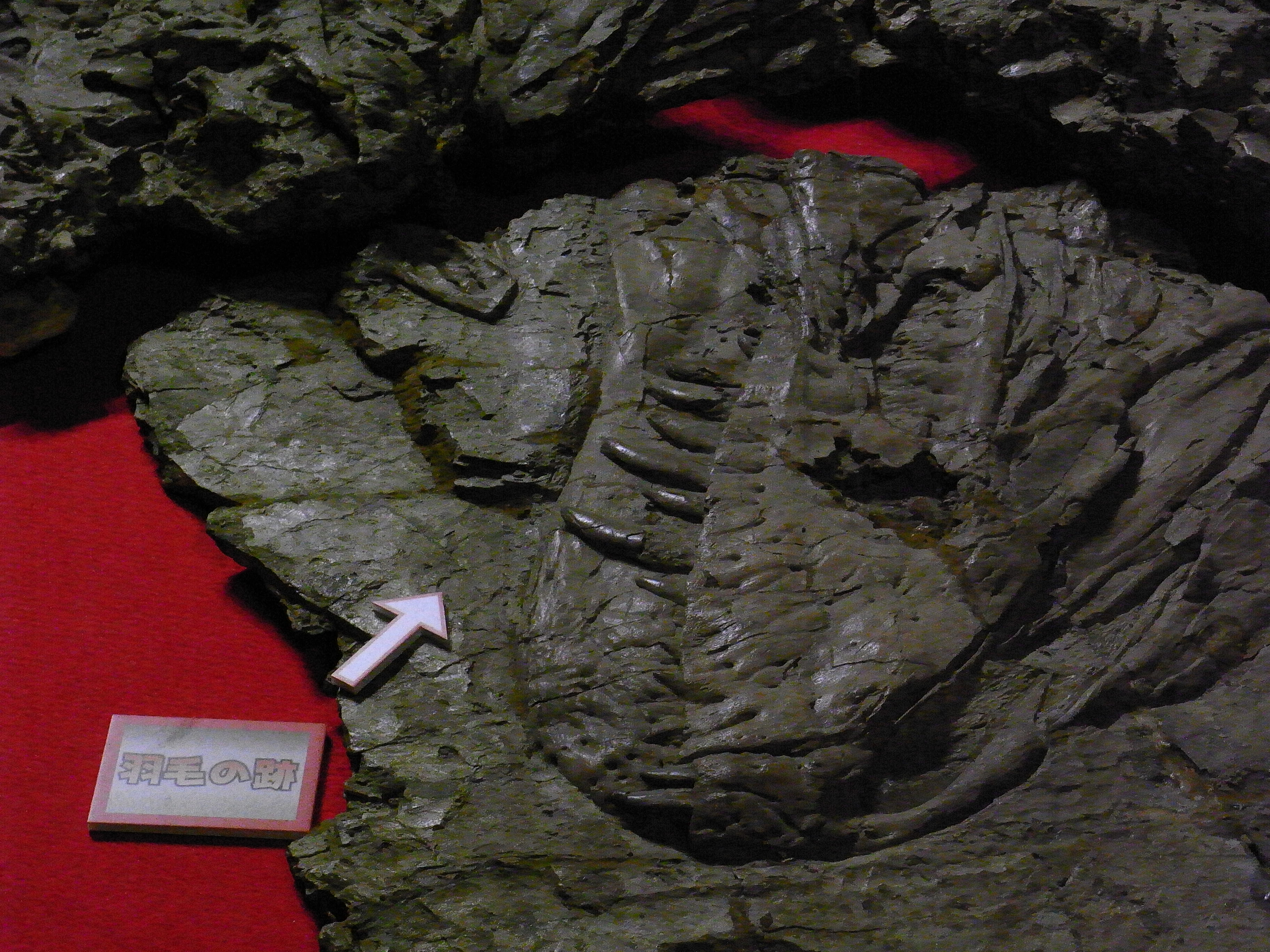
鼻部特写

2016年，托马斯·卡尔和斯蒂芬·布鲁萨特进行的系统发育分析重新审视了暴龙科的进化关系。他们发现羽王龙比帝龙更原始，并将其归入原角鼻龙科。其分支图如下所示：
|  | 哈卡斯龙 Kileskus                                                           |
|  |                                                                             |
|  | \| \| 羽王龙 Yutyrannus \| \| \| \| \| \| 中国暴龙 Sinotyrannus \| \| \| \| |
|  |                                                                             |
|  | 羽王龙 Yutyrannus                                                           |
|  |                                                                             |
|  | 中国暴龙 Sinotyrannus                                                       |
|  |                                                                             |

|  | 羽王龙 Yutyrannus     |
|  |                       |
|  | 中国暴龙 Sinotyrannus |
|  |                       |

|  | 哈卡斯龙 Kileskus                                                           |
|  |                                                                             |
|  | \| \| 羽王龙 Yutyrannus \| \| \| \| \| \| 中国暴龙 Sinotyrannus \| \| \| \| |
|  |                                                                             |
|  | 羽王龙 Yutyrannus                                                           |
|  |                                                                             |
|  | 中国暴龙 Sinotyrannus                                                       |
|  |                                                                             |

|  | 羽王龙 Yutyrannus     |
|  |                       |
|  | 中国暴龙 Sinotyrannus |
|  |                       |

|  | 哈卡斯龙 Kileskus                                                           |
|  |                                                                             |
|  | \| \| 羽王龙 Yutyrannus \| \| \| \| \| \| 中国暴龙 Sinotyrannus \| \| \| \| |
|  |                                                                             |
|  | 羽王龙 Yutyrannus                                                           |
|  |                                                                             |
|  | 中国暴龙 Sinotyrannus                                                       |
|  |                                                                             |

|  | 羽王龙 Yutyrannus     |
|  |                       |
|  | 中国暴龙 Sinotyrannus |
|  |                       |

|  | 哈卡斯龙 Kileskus                                                           |
|  |                                                                             |
|  | \| \| 羽王龙 Yutyrannus \| \| \| \| \| \| 中国暴龙 Sinotyrannus \| \| \| \| |
|  |                                                                             |
|  | 羽王龙 Yutyrannus                                                           |
|  |                                                                             |
|  | 中国暴龙 Sinotyrannus                                                       |
|  |                                                                             |

|  | 羽王龙 Yutyrannus     |
|  |                       |
|  | 中国暴龙 Sinotyrannus |
|  |                       |

## 古生物学

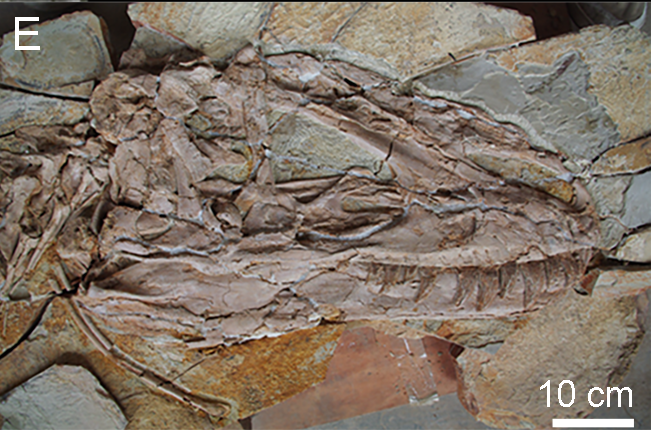
幼龙标本ELDM V1001的颅骨

对年龄不同的标本的了解使古生物学家能够确定该物种的个体发育或生长过程中的变化。在生长过程中，下肢、足部、髂骨和前肢变得相对较小。另一方面，颅骨变得更深、更强壮。

## 古生态学

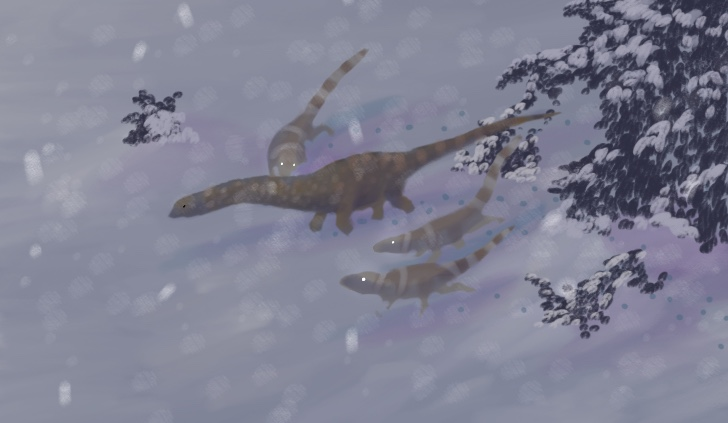
一群正在狩猎东北巨龙的羽王龙

因为三具已知的羽王龙个体据称是一起被发现的，因此一些古生物学家（包括徐星）将这种动物解释为一个猎食者。根据发现这三个标本的采石场中蜥脚类化石的存在，徐星进一步推测羽王龙会捕猎蜥脚类动物，而这三个已知个体可能在捕猎时死亡。此外，其他捕食蜥脚类的兽脚类（如马普龙）都表现出群体捕食的行为。然而，它们真正的死因仍然未知。如果羽王龙真的会捕食蜥脚类，它将是义县组已知两种能够捕食蜥脚类的动物之一，而另一种是一个尚未叙述的大型兽脚类动物，其牙齿嵌在东北巨龙的肋骨上。
因为羽王龙的模式产地不确定，所以不知道它与什么动物共存。据化石时期推测，羽王龙可能生存于陆家屯组或尖山沟组，这意味着它可能与鹦鹉嘴龙、东北巨龙、中華龍鳥和尾羽龙等恐龙同期共存。其栖息地中像狼鳍鱼这样的鱼类亦普遍存在。在义县组，火山爆发和森林火灾似乎很常见，环境中到处都是水体和针叶植物。这种环境可与不列颠哥伦比亚省的现代温带雨林相比，并且会经历显著的季节性温度变化。